# Struthio linxiaensis
Struthio linxiaensis je izumrla prapovijesna ptica neletačica iz roda nojeva, reda nojevki. Ovaj noj živio je u Liushu kasnom miocenu.  Njegov kostur zdjelice nađen je u mjestu Yangwapuzijifanga u pokrajini Gansu na sjeverozapadu Kine. Fosil je predstavljao malo veću pticu nego što je danas živući noj.